# Siciliaanse draak
De Draak is een variant van de schaakopening open siciliaans, met als kenmerk het fianchetteren van de zwarte koningsloper:
1. e4 c5
2. Pf3 d6
3. d4 cxd4
4. Pxd4 Pf6
5. Pc3 g6.

De Draak staat bekend als een uiterst scherpe variant. Er is zeer veel openingstheorie. De hoofdvariant is als volgt:
6. Le3 Lg7
7. f3 0-0 (als wit geen f3 speelt komt ... Pg4)
8. Dd2 Pc6 (als wit geen Dd2 speelt is ... Db6 sterk)
In deze stelling zijn er twee belangrijke varianten, die beginnen met 9. 0-0-0 en met 9. Lc4, de zogenaamde Joegoslavische aanval. Ook zetten als 9. g4 en 9. h4 worden regelmatig gespeeld.
Na 9. 0-0-0 wordt meestal 9. ... d5(!) gespeeld. Dit pionoffer kan nauwelijks worden aangenomen, omdat zwart na 10. exd5 Pxd5 11. Pxc6 bxc6 12. Pxd5?! cxd5 13. Dxd5 Dc7 een zeer kansrijke stelling krijgt (zwart gaat over de b- en c-lijn aanvallen). De toren op a8 kan niet worden genomen: na 14. Dxa8 Lf5! 15. Dxf8 Kxf8 heeft zwart veel ontwikkelingsvoorsprong en kan wit nauwelijks zwarts aanval verdedigen met zijn onontwikkelde stukken. Daarom wordt meestal 12. Ld4 gespeeld in plaats van 12.Pxd5?!. De stellingen die daarna ontstaan bevatten kansen voor zowel wit als zwart. De laatste tijd is ook 10. Kb1 populair.
Na 9. Lc4 kan bijvoorbeeld 9... Ld7 10. 0-0-0 Tc8 11. Lb3 Pe5 12. h4 Pc4 13. Lxc4 Txc4 14. g4 worden gespeeld. Ook deze stelling bevat kansen voor zowel wit als zwart.
Wit heeft ook andere zetten op de zesde zet, zoals 6. f4, 6. 0-0, 6. Le2 en 6. Lg5. Deze worden echter meestal beschouwd als relatief schadeloos voor zwart. Het enige waar zwart voor moet oppassen is (6. f4) Lg7? 7. e5! dxe5? 8. fxe5 Pg4? 9. Lb5+! Kf8 10. Pe6+! met damewinst.
In de hoofdvariant van de Draak, waarin wit lang rokeert, komen vaak zeer scherpe stellingen voor doordat wit aanvalt op de koningsvleugel (met zetten als g4, h4, h5 en Lh6) en zwart op de damevleugel (met ... Da5, torens op de c-lijn, en vaak ... Txc3). In de praktijk behaalt wit ongeveer 58% van de punten in de Draak.

## Versnelde draak
De draak kan worden versneld door de zet 2...d6 achterwege te laten. Hierdoor kan zwart in bepaalde varianten later direct d7-d5 spelen, wat in deze opening een belangrijk strategisch doel is voor zwart.
De versnelde draak begint als volgt:
1. e4 c5
2. Pf3 Pc6
3. d4 cxd4
4. Pxd4 g6

Een belangrijk gegeven is dat wit in deze variant 5.c4 kan spelen, de zogenaamde Maroczy bind. Hierdoor wordt d7-d5 vrijwel uitgesloten. Max Euwe voorzag de zet 5.c4 in zijn openingsboeken van een uitroepteken (goede zet) en hij beschouwde het min of meer als de positionele weerlegging van deze variant. In de loop der tijd zijn echter nieuwe ideeën in deze opening ontwikkeld en zij geldt tegenwoordig als speelbaar voor zwart.